# 다카라즈카 가극단 84기생
다카라즈카 가극단 84기생은 1996년 4월에 다카라즈카 음악학교에 입학, 1998년 3월에 다카라즈카 가극단에 입단한 39명을 가리킨다.

## 개요
초무대의 연목은 시즈키 아사토・하나후사 마리 톱 콤비 대극장 오히로메 소라구미 공연 「엑스칼리버／시트러스의 바람」이다.
같은 해에 창단된 소라구미의 첫번째 공연이었다.
2016년, 호쿠쇼 카이리와 미시로 렌이 퇴단함에 따라, 84기생 전원 퇴단하였다.
| 신인공연      | 바우홀        | 동상공연      | 에트와르      | 부조장        |
| ------------- | ------------- | ------------- | ------------- | ------------- |
| 오토즈키 케이 | 키류 소노카   | 오토즈키 케이 | 키류 소노카   | 아사키 유메카 |
| 미스즈 아키   | 오토즈키 케이 | 미스즈 아키   | 오토즈키 케이 |               |
| 호쿠쇼 카이리 | 미스즈 아키   | 호쿠쇼 카이리 | 미스즈 아키   |               |
| 시라하네 유리 | 호쿠쇼 카이리 | 시라하네 유리 | 호쿠쇼 카이리 |               |
| 토노 아스카   | 시라하네 유리 | 토노 아스카   | 카자리 진     |               |
| 센도 카호     | 토노 아스카   |               | 카죠 아리아   |               |
|               | 센도 카호     |               | 시라하네 유리 |               |
|               |               |               | 아사키 유메미 |               |
|               |               |               | 토노 아스카   |               |
|               |               |               | 센도 카호     |               |
|               |               |               | 치코토 히메카 |               |

## 주요학생

### OG
- 오토즈키 케이 : 전 유키구미 톱스타
- 호쿠쇼 카이리 : 전 호시구미 톱스타
- 시라하네 유리 : 전 유키・호시구미 톱여역
- 토노 아스카 : 전 호시구미 톱여역
- 미스즈 아키 : 전 유키구미 남역
- 센도 카호 : 전 호시구미 여역

## 일람
| 예명            | 생일 | 출신지                   | 출신 학교                         | 예명의 유래                              | 애칭                    | 역할 | 퇴단년도 | 비고                                                                                            |
| --------------- | ---- | ------------------------ | --------------------------------- | ---------------------------------------- | ----------------------- | ---- | -------- | ----------------------------------------------------------------------------------------------- |
| 仙堂花歩        |      | 효고현 아시야시          | 유리가쿠인고등학교                |                                          | 마이마이                | 여역 | 2005년   |                                                                                                 |
| 센도 카호       |      | 효고현 아시야시          | 유리가쿠인고등학교                |                                          | 마이마이                | 여역 | 2005년   |                                                                                                 |
| 芽映はるか      |      | 효고현 고베시            | 코난여자중학교                    |                                          | 에리                    | 여역 | 2005년   |                                                                                                 |
| 메바에 하루카   |      | 효고현 고베시            | 코난여자중학교                    |                                          | 에리                    | 여역 | 2005년   |                                                                                                 |
| 麻樹ゆめみ      |      | 효고현 이타미시          | 효고현립이타미고등학교            |                                          | 유메미, 미키            | 여역 | 2014년   |                                                                                                 |
| 아사키 유메미   |      | 효고현 이타미시          | 효고현립이타미고등학교            |                                          | 유메미, 미키            | 여역 | 2014년   |                                                                                                 |
| 音月桂          |      | 사이타마현 코노스시      | 코노스시립코노스중학교            | 제일 좋아하는 은사에게서 한글자 받음     | 키무, 케이              | 남역 | 2012년   |                                                                                                 |
| 오토즈키 케이   |      | 사이타마현 코노스시      | 코노스시립코노스중학교            | 제일 좋아하는 은사에게서 한글자 받음     | 키무, 케이              | 남역 | 2012년   |                                                                                                 |
| 舞城のどか      |      | 도쿄도 훗사시            | 묘죠고등학교                      |                                          | 노도카, 미호            | 여역 | 2008년   |                                                                                                 |
| 마이시로 노도카 |      | 도쿄도 훗사시            | 묘죠고등학교                      |                                          | 노도카, 미호            | 여역 | 2008년   |                                                                                                 |
| 高宮千夏        |      | 오사카부 미노오시        | 바이카고등학교                    | 엄마의 예명                              | 마치코, 맛칭            | 여역 | 2003년   | 이모 토와 미치요 (47) 이모 미호카와 치사토 (48) 엄마 타카미야 사치 (51) 동생 타카미야 리나 (85) |
| 타카미야 치나츠 |      | 오사카부 미노오시        | 바이카고등학교                    | 엄마의 예명                              | 마치코, 맛칭            | 여역 | 2003년   | 이모 토와 미치요 (47) 이모 미호카와 치사토 (48) 엄마 타카미야 사치 (51) 동생 타카미야 리나 (85) |
| 風莉じん        |      | 오사카부 토요나카시      | 오사카부립 토요나카중고등학교     |                                          | 치야코                  | 남역 | 2012년   |                                                                                                 |
| 카지리 진       |      | 오사카부 토요나카시      | 오사카부립 토요나카중고등학교     |                                          | 치야코                  | 남역 | 2012년   |                                                                                                 |
| 未涼亜希        |      | 오사카부 오사카시 츄오구 | 오사카테즈카야마가쿠인            |                                          | 맛츠, 미스즈, 맛쨩      | 남역 | 2014년   | 엄마 난죠 미호 (47)                                                                             |
| 미스즈 아키     |      | 오사카부 오사카시 츄오구 | 오사카테즈카야마가쿠인            |                                          | 맛츠, 미스즈, 맛쨩      | 남역 | 2014년   | 엄마 난죠 미호 (47)                                                                             |
| 遠野あすか      |      | 치바현 아비코시          | 오오츠마나카노고등학교            |                                          | 아스카, 후쿠이쨩        | 여역 | 2009년   |                                                                                                 |
| 토노 아스카     |      | 치바현 아비코시          | 오오츠마나카노고등학교            |                                          | 아스카, 후쿠이쨩        | 여역 | 2009년   |                                                                                                 |
| 北翔海莉        |      | 치바현 마츠도시          | 마츠도시립제2중학교               | 해상자위대에서 모집                      | 밋쨩                    | 남역 | 2016년   |                                                                                                 |
| 호쿠쇼 카이리   |      | 치바현 마츠도시          | 마츠도시립제2중학교               | 해상자위대에서 모집                      | 밋쨩                    | 남역 | 2016년   |                                                                                                 |
| 椎名葵          |      | 도쿄도 시나가와구        | 토요에이와죠가쿠인 고등부         |                                          | 타마코                  | 여역 | 2006년   |                                                                                                 |
| 시이나 아오이   |      | 도쿄도 시나가와구        | 토요에이와죠가쿠인 고등부         |                                          | 타마코                  | 여역 | 2006년   |                                                                                                 |
| 汐夏ゆりさ      |      | 카나가와현 요코하마시    | 카나가와현립 카와와고등학교       | 출신지에서 따옴                          | 나츠키                  | 여역 | 2003년   |                                                                                                 |
| 시오카 유리사   |      | 카나가와현 요코하마시    | 카나가와현립 카와와고등학교       | 출신지에서 따옴                          | 나츠키                  | 여역 | 2003년   |                                                                                                 |
| 織花なるみ      |      | 도쿄도 네리마구          | 분카여자대학부속 스기나미고등학교 |                                          | 마리코                  | 여역 | 2006년   |                                                                                                 |
| 오리카 나루미   |      | 도쿄도 네리마구          | 분카여자대학부속 스기나미고등학교 |                                          | 마리코                  | 여역 | 2006년   |                                                                                                 |
| 瀬央みつき      |      | 아이치현 카스가이시      | 츄쿄여자대학부속고등학교          |                                          | 료코                    | 남역 | 2004년   |                                                                                                 |
| 세오 미츠키     |      | 아이치현 카스가이시      | 츄쿄여자대학부속고등학교          |                                          | 료코                    | 남역 | 2004년   |                                                                                                 |
| 華絵みく        |      | 도쿄도 세타가야구        | 메지로가쿠엔                      |                                          | 미와                    | 여역 | 2002년   |                                                                                                 |
| 하나에 미쿠     |      | 도쿄도 세타가야구        | 메지로가쿠엔                      |                                          | 미와                    | 여역 | 2002년   |                                                                                                 |
| 大真みらん      |      | 치바현 이치카와시        | 도쿄죠가쿠칸중학교                |                                          | 미란, 모모코            | 남역 | 2006년   |                                                                                                 |
| 오오마 미란     |      | 치바현 이치카와시        | 도쿄죠가쿠칸중학교                |                                          | 미란, 모모코            | 남역 | 2006년   |                                                                                                 |
| 花城アリア      |      | 효고현 니시노미야시      | 아시야대학부속고등학교            |                                          | 요시코                  | 여역 | 2004년   |                                                                                                 |
| 카죠 아리아     |      | 효고현 니시노미야시      | 아시야대학부속고등학교            |                                          | 요시코                  | 여역 | 2004년   |                                                                                                 |
| 桐生園加        |      | 카나가와현 요코하마시    | 카나가와현립 마이오카고등학교     |                                          | 소노카, 이케쨩          | 남역 | 2011년   |                                                                                                 |
| 키류 소노카     |      | 카나가와현 요코하마시    | 카나가와현립 마이오카고등학교     |                                          | 소노카, 이케쨩          | 남역 | 2011년   |                                                                                                 |
| 貴怜良          |      | 시가현 히코네시          | 시가현립 히코네히가시고등학교     |                                          | 카리양, 쿙피            | 남역 | 2008년   |                                                                                                 |
| 타카 레이라     |      | 시가현 히코네시          | 시가현립 히코네히가시고등학교     |                                          | 카리양, 쿙피            | 남역 | 2008년   |                                                                                                 |
| 麻生あくら      |      | 도쿄도 미나토구          | 성심여자학원 고등과               | 출신지 (도쿄도 미나토구 모토아자부) 본명 | 아쿠라, 아쿠            | 여역 | 2002년   |                                                                                                 |
| 아소우 아쿠라   |      | 도쿄도 미나토구          | 성심여자학원 고등과               | 출신지 (도쿄도 미나토구 모토아자부) 본명 | 아쿠라, 아쿠            | 여역 | 2002년   |                                                                                                 |
| 真木薫          |      | 도쿄도 토시마구          | 카와무라가쿠엔                    | 존경하는 사람에게 한글자 받음            | 마키, 토모, 토모코      | 남역 | 2005년   |                                                                                                 |
| 마키 카오루     |      | 도쿄도 토시마구          | 카와무라가쿠엔                    | 존경하는 사람에게 한글자 받음            | 마키, 토모, 토모코      | 남역 | 2005년   |                                                                                                 |
| 黒澤だりあ      |      | 효고현 아시야시          | 아시야대학부속중학교              | 제일 좋아하는 꽃                         | 다이아, 사유리          | 여역 | 2001년   |                                                                                                 |
| 쿠로사와 다리아 |      | 효고현 아시야시          | 아시야대학부속중학교              | 제일 좋아하는 꽃                         | 다이아, 사유리          | 여역 | 2001년   |                                                                                                 |
| 潮和歌          |      | 효고현 타이토구          | 야마와키가쿠엔고등학교            |                                          | 유카                    | 남역 | 2005년   |                                                                                                 |
| 우시오 와카     |      | 효고현 타이토구          | 야마와키가쿠엔고등학교            |                                          | 유카                    | 남역 | 2005년   |                                                                                                 |
| 隼颯希          |      | 도쿄도 치요다구          | 성도미니코학원                    | 좋아하는 글자                            | 메구, 사츠키            | 여역 | 2003년   |                                                                                                 |
| 하야부사 사츠키 |      | 도쿄도 치요다구          | 성도미니코학원                    | 좋아하는 글자                            | 메구, 사츠키            | 여역 | 2003년   |                                                                                                 |
| 貴船尚          |      | 효고현 아마가사키시      | 무코가와가쿠인                    |                                          | 나오코, 나오무~, 키부링 | 남역 | 2005년   |                                                                                                 |
| 키부네 나오     |      | 효고현 아마가사키시      | 무코가와가쿠인                    |                                          | 나오코, 나오무~, 키부링 | 남역 | 2005년   |                                                                                                 |
| 夢園麻衣        |      | 히로시마현 후쿠야마시    | 오사카시립 요도가와고등학교       |                                          | 톳쿤, 유메              | 여역 | 2004년   |                                                                                                 |
| 유메조노 마이   |      | 히로시마현 후쿠야마시    | 오사카시립 요도가와고등학교       |                                          | 톳쿤, 유메              | 여역 | 2004년   |                                                                                                 |
| 涼麻とも        |      | 군마현 마에바시시        | 타카사키상과단기대학 부속고등학교 |                                          | 토미                    | 남역 | 2006년   |                                                                                                 |
| 료마 토모       |      | 군마현 마에바시시        | 타카사키상과단기대학 부속고등학교 |                                          | 토미                    | 남역 | 2006년   |                                                                                                 |
| 綺華れい        |      | 아이치현 치타시          | 치바현립 마쿠하리고등학교         |                                          | 유카리, 유-컁           | 남역 | 2008년   |                                                                                                 |
| 아야카 레이     |      | 아이치현 치타시          | 치바현립 마쿠하리고등학교         |                                          | 유카리, 유-컁           | 남역 | 2008년   |                                                                                                 |
| 沢音和希        |      | 효고현 다카라즈카시      | 효고현립 다카라즈카키타고등학교   |                                          | 아야노, 아야게          | 남역 | 2006년   |                                                                                                 |
| 사와네 카즈키   |      | 효고현 다카라즈카시      | 효고현립 다카라즈카키타고등학교   |                                          | 아야노, 아야게          | 남역 | 2006년   |                                                                                                 |
| 大河睦          |      | 이시카와현 나나오시      | 세이료고등학교                    |                                          | 타이가, 쿠미            | 남역 | 2005년   |                                                                                                 |
| 다이가 무츠미   |      | 이시카와현 나나오시      | 세이료고등학교                    |                                          | 타이가, 쿠미            | 남역 | 2005년   |                                                                                                 |
| 白羽ゆり        |      | 후쿠시마현 후쿠시마시    | 사쿠라노세이보가쿠인고등학교      |                                          | 토모미                  | 여역 | 2009년   |                                                                                                 |
| 시라하네 유리   |      | 후쿠시마현 후쿠시마시    | 사쿠라노세이보가쿠인고등학교      |                                          | 토모미                  | 여역 | 2009년   |                                                                                                 |
| 雪菜つぐみ      |      | 효고현 니시노미야시      | 유리가쿠인중학교                  |                                          | 리사, 유키나            | 여역 | 2001년   |                                                                                                 |
| 유키나 츠구미   |      | 효고현 니시노미야시      | 유리가쿠인중학교                  |                                          | 리사, 유키나            | 여역 | 2001년   |                                                                                                 |
| 千琴ひめか      |      | 도쿄도 타치카와시        | 국립음악대학부속고등학교          |                                          | 쇼-코                   | 여역 | 2002년   | 현재 하이다 쇼코                                                                                |
| 치코토 히메카   |      | 도쿄도 타치카와시        | 국립음악대학부속고등학교          |                                          | 쇼-코                   | 여역 | 2002년   | 현재 하이다 쇼코                                                                                |
| 麻吹由衣加      |      | 효고현 아마가사키시      | 오사카토인고등학교                |                                          | 리에코                  | 남역 | 2005년   |                                                                                                 |
| 아사부키 유이카 |      | 효고현 아마가사키시      | 오사카토인고등학교                |                                          | 리에코                  | 남역 | 2005년   |                                                                                                 |
| 高遠梓          |      | 도쿄도                   | 쇼인가쿠엔                        |                                          | 이마니코, 마이쨩        | 남역 | 2002년   |                                                                                                 |
| 타카토 아즈사   |      | 도쿄도                   | 쇼인가쿠엔                        |                                          | 이마니코, 마이쨩        | 남역 | 2002년   |                                                                                                 |
| 甫純冴          |      | 사이타마현 토코로자와시  | 야마자키가쿠엔 후지미고등학교     |                                          | 사야카, 삿퐁            | 남역 | 2003년   |                                                                                                 |
| 호스미 사에     |      | 사이타마현 토코로자와시  | 야마자키가쿠엔 후지미고등학교     |                                          | 사야카, 삿퐁            | 남역 | 2003년   |                                                                                                 |
| 夏央小槇        |      | 도쿄도 시나가와구        | 칸다죠가쿠엔                      | 후카미도리 나츠요 (25)에서 한글자 받음   | 코마키, 라쿠다          | 여역 | 2006년   |                                                                                                 |
| 나츠오 코마키   |      | 도쿄도 시나가와구        | 칸다죠가쿠엔                      | 후카미도리 나츠요 (25)에서 한글자 받음   | 코마키, 라쿠다          | 여역 | 2006년   |                                                                                                 |
| 美城れん        |      | 후쿠이현 후쿠이시        | 후쿠이여자고등학교                |                                          | 사야카, 바루            | 남역 | 2016년   |                                                                                                 |
| 미시로 렌       |      | 후쿠이현 후쿠이시        | 후쿠이여자고등학교                |                                          | 사야카, 바루            | 남역 | 2016년   |                                                                                                 |
| 沙和真奈帆      |      | 아이치현 나고야시        | 키쿠카고등학교                    |                                          | 치카코, 치카쨩          | 여역 | 2002년   |                                                                                                 |
| 사와 마나호     |      | 아이치현 나고야시        | 키쿠카고등학교                    |                                          | 치카코, 치카쨩          | 여역 | 2002년   |                                                                                                 |